# Amolops akhaorum
Amolops akhaorum é uma espécie de anfíbio anuro da família Ranidae. Está presente no Laos. Não foi ainda avaliada pela UICN.